# Securigera cretica
Securigera cretica är en ärtväxtart som först beskrevs av Carl von Linné, och fick sitt nu gällande namn av Per Lassen. Securigera cretica ingår i släktet rosenkroniller, och familjen ärtväxter. Inga underarter finns listade i Catalogue of Life.